# Ongezien
Ongezien is een korte film uit 2007 die is geproduceerd in het kader van Kort! 7. De werktitel is De kunst van het niet zien.

## Inhoud
Blinde Mara wordt verliefd op de stem van een man (Jonah). Als ze zijn gezicht aanraakt, kan ze niet meer fantaseren hoe hij eruitziet.

## Rolverdeling
Mara:
- Shanti Straub (volwassen)
- Monena Lam (kind)

Jonah:
- Elmar Duren (spel)
- René van Zinnicq Bergmann (stem)

Vrouw in parfumerie:
- Guusje Eijbers